# 국민의당 (2016년)

대한민국의 시계열적 정당 지도

국민의당(國民의黨)은 2016년 2월 2일에 창당되고 2018년까지 존재했던 대한민국의 중도개혁주의 정당이었다. 국민의당의 상징색은 초록색이다.
국민의당에는 한상진 서울대 명예교수와 윤여준 전 환경부 장관이 공동 창당준비위원장을 맡았고, 2016년 1월 25일에 국민의당 창당준비위원회가 천정배 의원이 추진중인 국민회의와 통합을 합의하였다. 원내대표로 주승용 의원이 추대되었다. 1월 27일에 통합신당을 추진하던 박주선 의원이 국민의당 창당준비위원회에 합류하였다. 2016년 2월 1일 국민의당 중앙당 창당대회가 대전에서 개최되면서 안철수 의원과 천정배 의원을 공동대표로 지도부를 구성하여 공식 출범하였다. 2018년 초 국민의당과 바른정당의 합당에 반대한 의원 15명이 탈당하여 민주평화당을 창당하였고, 국민의당은 2월 13일 바른정당과 신설합당하여 바른미래당을 창당하면서 해산되었다.

## 역사
국민의당은 2015년 12월에 안철수, 천정배 등 새정치민주연합 출신 세력이 주축이 되어 만들어졌다. 주로 기존 새정치민주연합과 새누리당과는 다른 "합리적 개혁 정당"과 "3당 체제"를 표방하였다.
이후 2016년 1월 1일부터 2016년 1월 6일까지 당명을 모집하였으며, 최종적으로 "국민의당"으로 확정되었다고 발표하였고, 이후 "국민의당 창당준비위원회" 가 꾸려지게 되었다. 이에 국민의당은 당명 관련해 "국민의당은 고유명사" 이므로 "국민의 당" 은 잘못된 표기법이라고 당부하기도 했다. 2016년 1월 7일에는 새정치민주연합에서 안철수와 공동대표를 역임하였던 김한길이 공식적으로 입당하였다.
2016년 1월 10일에 창당발기인대회를 하였으며, 2016년 1월 25일에 천정배의 국민회의와 통합이 합의되었다. 이후 2016년 1월 27일에는 박주선이 추진중이었던 통합신당과 합당하였다.
정강정책의 방향으로 공평, 함께, 안전, 자유·정의, 세계화·안보로 정했으며, 당 지도부로서는 대표와 선출직 최고위원 4명, 지명직 최고위원 2명, 원내대표, 정책위의장 체제로 정했다.
이후 1월 24일 인천광역시 부평구 부평구청에서 국민의당 인천시당 창당대회, 1월 26일 부산광역시 벡스코 컨벤션홀에서 국민의당 부산시당 창당대회가 열렸다. 그러나, 부산시당 창당대회에서는 김현옥 부산진구 의사회 회장이 국민의당 부산시당 위원장으로 선출될 예정이었지만, 경쟁자였던 김병원 전 경성대 총장을 지지하는 당원들이 김현옥 회장의 단독 위원장 추대에 반발하면서 거센 항의가 이어지기도 했다. 이에, 국민의당 부산시당은 단독위원장이 아닌 공동위원장 체제로 전환되게 되었으며, 2016년 2월 1일에는 당 대표는 안철수와 천정배가 공동으로, 원내대표는 주승용 임명으로 지도부가 교체됐다. 또, 당의 상징색이 "해피 그린"으로 결정되었다. 그리고 2016년 2월 2일 정식 창당대회가 대전광역시 한밭체육관에서 열림으로서 공식적으로 창당되었다. 정동영, 박지원 등의 입당을 통해 2016년 3월 원내 의석 21석을 확보하여 교섭단체가 되었다. 로고를 기존의 로고에서 새롭게 변경하였고, 당 색도 초록색으로 변경하였다. 이후 비례대표 김수민 리베이트 의혹 사건으로 인해 2016년 6월 29일 안철수, 천정배 공동대표가 사임하였고 박지원 원내대표가 차기 전당대회전까지 비대위원장을 맡았다.
2017년 1월 15일, 국민의당은 제1차 전국당원대표자대회를 열고 박지원 전 비상대책위원장을 당 대표로 선출하였다. 2017년 3월 10일 박근혜 대통령 파면으로 인한 조기 대선의 실시가 확정되었다. 당내 경선에서는 안철수 전 상임공동대표, 손학규 국민주권개혁회의 의장, 박주선 국회부의장이 후보로 나섰고, 안철수 전 상임공동대표가 국민의당 제19대 대선 후보로 선출되었다.
이후 치러진 제19대 대통령 선거에서 안철수 후보는 21.4%를 얻으며 3위로 낙선하였고, 박지원 대표를 비롯한 지도부는 책임을 지고 총사퇴하였다. 이후 박주선 국회부의장이 비상대책위원장으로 추대되어 비대위 체제가 들어섰으며, 19대 대선 당시 일어난 국민의당 제보 조작 사건으로 인해 박주선 위원장은 대국민 사과를 하였다. 안철수 전 후보는 이로 인해 정치적으로 큰 타격을 입었음에도 불구하고 이후 치러진 제2차 전국당원대표자대회에서 정동영, 천정배, 이언주 의원을 꺾고 당 대표에 당선되었다.
2018년 초 국민의당과 바른정당의 합당 문제로 당내 갈등을 겪었고, 호남계 의원 15명이 탈당하여 민주평화당을 창당하게 되었다. 2월 13일 바른정당과 합당하여 바른미래당을 창당하면서 해산되었다.

## 성향
국민의당은 자당의 목표를 "성찰적 진보와 합리적 보수의 융합" 이라고 밝혔으며, 스스로 "합리적 개혁주의"를 표방한다고 입장을 밝혔다. 또한, "낡은 진보와 보수로 규정한 세력은 배제" 한다고 입장을 밝히기도 했다. 또한 더불어민주당이 반대하고 있는 테러방지법이나 북한인권법에 대해선 부분 찬성의 입장을 밝히기도 했으며, 노동개혁 법안엔 더불어민주당과 마찬가지로 반대하지만, 또 누리과정 예산과 관련한 문제에 대해선, 새누리당과 더불어민주당 두 정당과 구분되는 입장을 보이기도 했다. 또한, 국민의당은 첫 국회 본회의에서 논란이 되고 있는 기업활력 제고를 위한 특별법(일명 원샷법) 에 전원 찬성하여, 더불어민주당과는 다른 정책적 접근을 하고 있다는 것을 보여주려 노력했다.
창당준비위원회 당시에는 "성찰적 진보" 라고 통칭되는 한상진 교수와, 안철수 와 같이 "합리적 보수" 라고 통칭되는 윤여준이 창당준비위원장을 맡았고, 2016년 2월 1일부터는, 김성식 전 국회의원이 국민의당 최고위원으로 추대되면서, 당 "합리적 보수"의 이미지를 대표하게 되었다. 2016년 2월 11일에는 '낙하산금지법', '공정성장법', '컴백홈법'을 2월 임시국회에 정치개혁 1호법안으로 제출하기로 밝히면서 '정책 정당'을 당의 전면에 내세우려 했다.
국민의당 창당준비위 당시 위원장이었던 한상진 교수는, '중산층'과 '민중' 을 융합한 "중민론" (中民論) 을 주장하고 있기도 하다. 또한, 국민의당 공동대표인 천정배 의원은 "합리적 개혁·보수를 아우를 수 있는 온건 진보 노선의 정당이 (국민의당과의 통합을 통해) 얼마든지 가능하다고 봤다" 고 말하기도 하였다. 일각에서는 온건 진보적 노선을 표방한 국민회의와의 통합이나 정동영 의원의 영입 시도등으로 모호한 정치 노선과 당의 정체성의 혼란을 가중시켰다는 비판이 있다.
바른정당과는 경기도의회에서 국민바른연합이라는 연합 교섭단체를 구성했으나, 바른정당의 집단 탈당 사태로 국민바른연합은 해체되었다.

## 논란과 비판

### 이희호 면담 논란
2016년 1월 4일, 국회의원 안철수가 김대중의 부인 이희호의 자택을 방문해서 20 여 분간 비공개 독대를 했는데, 중앙일보가 이희호가 안철수에게 "꼭 주축이 돼 정권 교체를 하세요" 라고 당부했다며 안철수 측 핵심 관계자가 전했다고 단독 보도, 이에 대해 김대중의 셋째 아들인 김홍걸은 "이희호가 사실과 다른 보도 내용을 알고 몹시 어이가 없어 하셨다"며 반박하였고, 이에 대해 이희호를 비공개적으로 독대하는 자리에 녹음기를 갖고 들어가 허락도 구하지 않고 무단으로 녹음을 해 그걸 또 언론에 흘렸냐는 비판이 쏟아지자, 이에 1월 17일, 월간중앙은 단독입수한 비공개면담 녹취록을 공개했으며,안철수 측은 1월 27일, "안 의원을 수행했던 실무진 중에 한 사람이 함부로 녹음을 했던 것 같다며 진심으로 송구스럽다" 고 사과하는 일이 벌어지기도 했다. 또한, 이에 대해 이희호가 낙상을 입어 현재 병원에 있는데, 그녀의 문병을 갔을 때 사과를 건넸느냐는 질문에는 "그 사안에 대해 (이희호가) 따로 물어보진 않았다"고 답했다. 이에 박선숙 집행위원장은 '전날 이미 이희호 측에 말을 전했다'고 덧붙였다. 유출 경위에 대해선 '지금까지는 녹취록을 작성한 것만 확실하게 확인했다. 유출 경위는 언론사를 통해서도 확인이 어렵고, 본인들도 명쾌하게 설명하고 있지 않다'며 유출자를 아직 찾지 못했다고 주장했으며, 이와 같은 사건에 대한 논란 때문에, 1월 28일엔 중앙일보측에서 녹취자로 사표를 수리하기도 했다.

### 국민의당 당원의 제보 조작
2017년 5월 5일, 국민의당은 문재인의 아들 문준용과 미국 뉴욕 파슨스 디자인스쿨 대학원을 같이 다녔던 한 동료가 문준용의 특혜 취업 의혹에 대해 증언한 음성 파일을 공개하였다. 파일에서 문준용의 동료였다고 주장하는 자는 문준용이 "아빠가 얘기를 해서 어디에 이력서만 내면 된다고 얘기를 했던 거”라고 증언하였다.
2017년 6월 26일, 국민의당 박주선 비상대책위원장은 문준용의 고용정보원 취업 특혜에 관한 의혹의 증거로 사용되었던 자료가 당시 제보하였던 국민의당 당원에 의해 직접 조작되었음을 알게 되었다며 대국민 사과를 하였다. 같은 날, 검찰은 문준용의 취업 특혜 의혹 자료를 조작하여 공직선거법상 허위사실을 공표한 혐의로 국민의당 당원 이유미를 긴급 체포하였다. 국민의당은 이유미의 구속에 대해서, 깨끗한 정치를 위한 모범적인 당이 되겠다고 한 국민의당에서, 이런 조작 사건을 저지른것에 대해서 국민들에게 사죄를 드린다는 입장을, 국민의당 대표의 성명을 통해서 발표하였다.

### 김명수 표결 사건
2017년 9월 20일, 국민의당은 더불어민주당으로부터 제19대 대통령선거 당시 받았던 고소를 취하받게 된다.
그 후 9월 22일, 김명수 대법원장 임명동의안이 가결되게 된다.

## 지도부

### 역대 대표
| 대수   | 역대 대표 | 직함           | 임기                              |
| ------ | --------- | -------------- | --------------------------------- |
| 1      | 안철수    | 상임공동대표   | 2016년 2월 2일 ~ 2016년 6월 29일  |
| 1      | 천정배    | 공동대표       | 2016년 2월 2일 ~ 2016년 6월 29일  |
| (임시) | 박지원    | 비상대책위원장 | 2016년 6월 29일 ~ 2016년 12월 5일 |
| (임시) | 김동철    | 비상대책위원장 | 2016년 12월 5일 ~ 2017년 1월 15일 |
| 2      | 박지원    | 당대표         | 2017년 1월 15일 ~ 2017년 5월 10일 |
| (임시) | 주승용    | 대표권한대행   | 2017년 5월 11일 ~ 2017년 5월 16일 |
| (임시) | 김동철    | 대표권한대행   | 2017년 5월 16일 ~ 2017년 5월 25일 |
| (임시) | 박주선    | 비상대책위원장 | 2017년 5월 25일 ~ 2017년 8월 27일 |
| 3      | 안철수    | 당대표         | 2017년 8월 27일 ~ 2018년 2월 13일 |

### 역대 원내대표
| 대수 | 역대 대표 | 직함     | 임기                               |
| ---- | --------- | -------- | ---------------------------------- |
| 1    | 주승용    | 원내대표 | 2016년 2월 2일 ~ 2016년 4월 27일   |
| 2    | 박지원    | 원내대표 | 2016년 4월 27일 ~ 2016년 12월 29일 |
| 3    | 주승용    | 원내대표 | 2016년 12월 29일 ~ 2017년 5월 16일 |
| 4    | 김동철    | 원내대표 | 2017년 5월 16일 ~ 2018년 2월 13일  |

### 창당준비위원회
2016. 01.10 ~ 2016. 02.02
- 창당준비위원장 : 한상진, 윤여준
- 상임부위원장 : 김한길
- 인재영입위원장 : 안철수

### 1기 지도부
2016. 02.02 ~ 2016. 06.29
- 대표 : 안철수, 천정배
- 최고위원 : 박주선, 박주현, 이상돈, 한현택, 장병완, 주승용, 김성식
- 원내대표 : 주승용➡박지원
- 사무총장 : 박선숙 ➡ 김영환
- 정책위의장: 장병완➡김성식
- 대변인 :손금주, 장진영, 김경록, 고연호, 이용호, 장정숙
- 전략홍보본부장:문병호
- 국민소통본부장:최원식

### 선거대책위원회
2016. 02.24 ~ 2016. 04.13
- 공동선거대책위원장 : 안철수, 김한길, 이상돈, 김영환
- 원내대표 : 주승용

- 공동선거대책위원장 중 김한길은 연대문제로 인해 사퇴표명.

### 비상대책위원회
2016. 06.29 ~ 2017. 01.15
- 비상대책위원장 : 박지원➡김동철
- 원내대표 : 박지원➡주승용
- 비상대책위원 : 김성식, 한현택, 권은희, 주승용, 조배숙, 신용현, 정호준, 김현옥, 정중규, 이준서, 조성은
- 정책위의장: 김성식➡조배숙
- 대변인 : 손금주, 장진영, 김경록, 고연호, 이용호, 장정숙

### 2기 지도부
2017. 01.15 ~ 2017. 05.10
- 당대표 : 박지원
- 최고위원 : 문병호, 김영환, 황주홍, 손금주, 이찬열, 박우섭, 신용현, 김지환
- 원내대표 : 주승용
- 정책위의장 : 조배숙
- 사무총장 : 김삼화
- 대변인 : 손금주, 장진영, 김경록, 고연호, 이용호, 장정숙

### 임시 지도부
2017. 05.10 ~ 2017. 05. 25
- 대표권한대행 : 주승용 ➡ 김동철
- 원내대표 : 주승용 ➡ 김동철
- 정책위의장 : 이용호
- 사무총장 : 김삼화
- 원내수석부대표 : 이언주
- 대변인 : 손금주, 장진영, 김경록, 고연호, 이용호, 장정숙

### 비상대책위원회
2017. 05.25 ~ 2017. 08. 27
- 비상대책위원장 : 박주선
- 비상대책위원 : 이찬열, 조규선, 김중로, 김관영, 이언주, 김정화, 배준현, 김동철, 이용호
- 원내대표 : 김동철
- 정책위의장 : 이용호

### 3기 지도부
2017. 08.27 ~ 2018. 02. 13
- 당대표 : 안철수
- 최고위원 : 장진영, 박주원, 박주현, 이태우, 최명길 → 장진영, 박주현, 이태우, 김중로
- 원내대표 : 김동철
- 정책위의장 : 이용호
- 사무총장 : 이태규 → 김관영
- 대변인 : 손금주, 김유정
- 전국여성위원장 : 박주현
- 전국청년위원장 : 이태우

## 역대 전당대회

### 국민의당 창당대회
2016년 2월 2일, 국민의당 창당대회는 국민의당을 공식 당명으로 채택하고, 당헌당규와 강령, 기본정책을 제정한 뒤 안철수 전 새정치민주연합 공동대표와 천정배 국민회의 공동대표를 공동대표로, 박주선 통합신당 창당준비위원장, 주승용 원내대표, 김성식 전 새정치연합 창당준비위원장, 박주현 전 청와대 참여혁신수석비서관을 최고위원으로 선출했다.

### 국민의당 제1차 전국당원대표자대회
2016년 9월 30일, 국민의당 중앙위원회는 대의원제와 권리당원제를 폐지하고 전당원투표제를 도입하는 내용의 당헌과, 전당원투표 80%와 국민 여론조사 20%의 1인2표 선거로 당대표와 최고위원을 선출하는 내용의 당규를 의결했다.
| 순위 | 기호 | 이름   | 대표당원 현장투표 | 일반당원 ARS투표 | 국민여론조사 (20%) | 총 득표 | 비고     |
| 순위 | 기호 | 이름   | 득표율            | 득표율           | 국민여론조사 (20%) | 총 득표 | 비고     |
| ---- | ---- | ------ | ----------------- | ---------------- | ------------------ | ------- | -------- |
| 1    | 5    | 박지원 | 2,596             | 19,278           | 57.29              | 61.58   | 당대표   |
| 1    | 5    | 박지원 | 58.91             | 63.19            | 57.29              | 61.58   | 당대표   |
| 2    | 1    | 문병호 | 1,978             | 15,037           | 59.69              | 50.93   | 최고위원 |
| 2    | 1    | 문병호 | 44.89             | 49.29            | 59.69              | 50.93   | 최고위원 |
| 3    | 4    | 김영환 | 1,673             | 11,741           | 43.5               | 39.44   | 최고위원 |
| 3    | 4    | 김영환 | 37.97             | 38.49            | 43.5               | 39.44   | 최고위원 |
| 4    | 3    | 황주홍 | 1,461             | 8,394            | 21.9               | 26.96   | 최고위원 |
| 4    | 3    | 황주홍 | 33.16             | 27.51            | 21.9               | 26.96   | 최고위원 |
| 5    | 2    | 손금주 | 1,104             | 6,565            | 17.62              | 21.1    | 최고위원 |
| 5    | 2    | 손금주 | 25.06             | 21.52            | 17.62              | 21.1    | 최고위원 |
| 합계 | 합계 | 합계   |                   |                  |                    |         | -        |

2017년 1월 15일, 국민의당 전당대회는 박지원 전 비상대책위원장을 대표로, 문병호 전 새정치민주연합 안철수대표 비서실장, 김영환 전 과학기술부 장관, 황주홍 전 정강정책기초위원장, 손금주 원내대변인을 최고위원으로 선출했다. 여성 최고위원에는 신용현 의원, 청년 최고위원에는 김지환 경기도의회 의원이 선출되었다.

### 국민의당 제2차 전국당원대표자대회
2017년 5월 10일, 박지원 대표최고위원이 대한민국 제19대 대통령 선거 패배의 책임을 지고 사퇴하면서 임시 전당대회가 소집되게 되었다.
7월 27일, 국민의당 중앙위원회는 당 대표 권한을 강화하는 단일성 집단지도체제 방식의 당헌당규 개정을 결정했다. 이에 새 대표 경선에 정동영 전 열린우리당 의장, 천정배 전 대표, 김한길 전 새정치민주연합 대표 등이 거론되었다.
그러나 7월 28일 국민의당 제보 조작 사건으로 이준서 전 최고위원이 기소되는 등 당이 큰 역풍을 맞자 7월 30일, 원외 지역위원장 109명이 전 대선후보였던 안철수 전 대표에게 대표 경선에 출마해줄 것을 요구했고, 7월 31일 제보 조작 사건의 수사가 마무리되자 안철수 전 대표는 당내외의 거센 반발에도 불구하고 경선 출마를 선언했다.
이후 8월 7일 국민의당 비상대책위원회는 대표 경선에 결선투표를 도입할 것을 의결했고, 8월 11일에는 친안계로 분류되었던 이언주 의원이 출마를 선언하면서 대표 경선은 안철수 전 대표, 정동영 전 의장, 천정배 전 대표, 이언주 의원 간의 4파전으로 진행되었고, 안철수 전 대표가 과반을 득표할 수 있을지에 귀추가 주목되었다.
| 순위 | 기호 | 이름   | 전당원투표 | 비고   |
| 순위 | 기호 | 이름   | 득표율     | 비고   |
| ---- | ---- | ------ | ---------- | ------ |
| 1    | 1    | 안철수 | 29,095     | 당대표 |
| 1    | 1    | 안철수 | 51.09      | 당대표 |
| 2    | 3    | 정동영 | 16,151     |        |
| 2    | 3    | 정동영 | 28.36      |        |
| 3    | 4    | 천정배 | 9,456      |        |
| 3    | 4    | 천정배 | 16.6       |        |
| 4    | 2    | 이언주 | 2,251      |        |
| 4    | 2    | 이언주 | 3.95       |        |
| 합계 | 합계 | 합계   |            | -      |

전당원투표 결과 1차투표에서 안철수 전 대표가 과반을 득표하면서 2017년 8월 27일, 국민의당 전국당원대표자대회는 안철수 전 대표를 대표최고위원으로 선출했다.

### 국민의당 제5차 임시 중앙위원회의
2017년 12월 20일, 안철수 대표는 바른정당과의 연대 및 통합 추진이 반대파의 극심한 반발에 부딪히자 통합 문제를 추진하는 자신의 재신임 투표를 제안했다. 12월 27일부터 12월 30일까지 진행된 전당원투표결과 투표율 23%에 통합 찬성 74.6%, 반대 25.4%로 안철수 대표는 재신임을 받았다. 그러나 통합 반대파의 투표 보이콧으로 투표율이 23%밖에 되지 않았기 때문에 투표의 유효성에 대한 반발이 이어졌다. 그러나 2018년 1월 12일, 국민의당 당무위원회는 2월 4일 바른정당과의 통합 안건 처리를 위한 전국당원대표자대회 소집을 의결하였다. 그러나 통합반대파의 극심한 반발로 통합 안건이 무산될 가능성이 지속적으로 제기되자 국민의당 당무위원회는 1월 31일 전당대회를 취소하고 2월 4일 전당원투표를 통해 중앙위원회에서 합당을 의결할 수 있다는 내용의 당헌개정안을 통과시키고 2월 8일과 2월 9일 동안 바른정당과의 통합에 관한 건에 대한 전당원투표를 실시했다. 투표 결과 투표율 20.2%에 찬성 73.6%로 바른정당과의 통합이 의결되었고, 2월 11일 국민의당 제5차 임시 중앙위원회의는 바른정당과의 통합을 확정 짓고 최고위원회를 수임기구로 지정했다.

## 주요 선거 기록

### 대통령 선거
| 연도   | 선거   | 후보자 | 득표        | 득표율          | 결과 | 당락 |
| ------ | ------ | ------ | ----------- | --------------- | ---- | ---- |
| 2017년 | 19대   | 안철수 | 6,998,342표 | \| \| 21.41% \| | 3위  | 낙선 |
|        | 21.41% |        |             |                 |      |      |

### 국회의원 선거
|  | 9.88% |

|  | 26.74% |

|  | 12.67% |

## 같이 보기
- 바른미래당
- 민주평화당
- 국민의당 (2020년)
- 민생당